# Phil Green
Phil Green, född Philip Green 19 juli 1911 i London, död 1982, var en engelsk kompositör

## Filmmusik i urval
- 1952 - The Yellow Balloon
- 1959 - Follow a Star
- 1960 – Gentlemannaligan
- 1961 - Victim
- 1962 – Panik hos polisen
- 1963 - The Girl Hunters
- 1965 – För många agenter